# Kehidakustány
Kehidakustány község Zala vármegyében, a Zalaszentgróti járásban.

## Fekvése
Kehidakustány Zala vármegye északi részén, a Zala észak-déli irányú völgyében, annak két partján terül el; a nyugati oldalon Kehida, a keletin pedig Kustány községrész helyezkedik el.
Két észak-déli irányú mellékút szeli át a települést. Az egyik, a fontosabb Zalakomár–Zalacsány–Zalaszentgrót közti 7352-es mellékút a nyugati oldalon, Kehidát érintve húzódik, a másik a keleti parti településeket összekötő 7335-ös út, amely a kustányi településrészen halad végig. Országos közútként számozódik még a település két belső útja (7356-os, 7357-es), a falu két része között az előbbi út hídja biztosítja az átkelést. A 7352-esből a község északi határában ágazik ki a 73 208-as számú mellékút, amely a zsáktelepülésnek tekinthető Kallósdra vezet.
Autóbuszok Keszthely és Zalaszentgrót felől szolgálják ki; vasútvonal nem érinti. Érdekesség viszont, hogy a település kustányi részét érintette volna az 1847-ben tervezett Sopron-Kőszeg-Szombathely-Rum-Zalaszentgrót-Nagykanizsa vasútvonal.

## Nevének eredete
A Kehidakustány elnevezés a korábban önálló két település Kehida és Kustány összevonásával alakult ki. Egyik magyarázat szerint a Kehida elnevezés a két ittlévő zalai hídra utal. Mások a „ketőd” (másodszülött fiú) szóban látják a név gyökereit. A harmadik magyarázat szerint a tatárjárás hatására kialakult nyelvi változást (monoftongizáció) konzerválta az összetett szó. Az előtag így "kewe" vagy "kewi", az utótag pedig a "hida" lenne (kőhíd), az előtag második felének eltűnésével. A Kustány ómagyar személynév származéka. A szó maga török eredetű.

## Története
Kehidakustány területén legkorábban a bronzkorban alakult ki állandó település. Később, a kelták lakták a vidéket. Az avarok jelentős települést hoztak létre itt. A községben két gazdag temetőt is feltártak. 1941 előtt három község volt a mai Kehidakustány területén: Kehida, Kustány és Barátsziget.
Kehida az Árpád-kori Zala vármegye központi területén feküdt, továbbá stratégiai szerepe volt, hogy itt volt a legdélebbi zalai átkelés – mivel a délebbi területek mocsarasok voltak –, így már korán jelentős településsé fejlődött.
Első említése 1232-es, amikor is itt ülésezett az ország első nemesi bírósága. A „Zalán inneni és túli” serviensek ítélkeztek a veszprémi püspök és Ogusz bán ügyében. A 13. és 14. század során több oklevél is készült itt, illetve több vármegye- illetve nádori gyűlés színtere volt. Legnagyobb birtokosai 1322-ig a Koppányi, majd a Kanizsai család volt, de a Hédervári és a Szentkirályi család is rendelkezhetett némi földterülettel.
1441-ben a Kanizsai család a trónért vívott harcban Erzsébet királyné mellé állt, így I. Ulászló a kehidai vámot a Pethő családnak adta, miközben megtartotta a Kanizsaiakat korábbi birtokukon, akik 1523-ig tetemes adósságot halmoztak fel, így ekkor a falut a Hassági családnak adták, akik hamarosan udvarházat is építettek itt.
Barátsziget 1941-ben lett be Kehida része.
Kustány Kehidához hasonlóan az Árpád-korban alakult ki mint részben királyi birtok. Első említése 1275-ből való, majd 1411-ben Csapi András kapta meg a települést. Birodalma azonban felbomlott, és a kialakult három községrész (Alsó-, Felső- és Egyházaskustány más-más családok birtokába került.
A 16. században a török támadások folyamatossá váltak, így 1554-ben a földesurak erődítménnyel látták el udvarházukat, majd később jelentős várrá alakítottak azt. Védelmi funkciót 1588-ig látta el sikerrel, amikor is a törökök Kanizsát megkerülve végigrabolták a Zala völgyét elpusztítva többek között Kehidát is.
A két falu a 17. század elején lassan ismét benépesült, és, bár a törökök többször portyáztak a területén, Kehida lassú fejlődést mutatott: Kustányban malom működött a Zalán, majd 1678-tól vám is. 1681-ben a Hertelendy család lett a falu földesura. Birtoklásuk idején Kehida ismét jelentős településsé alakulhatott, ahol a 18. század elején iskola is nyílt, ahova a kustányiak is jártak.
1757-ben házasulás révén jutott a Deák család tulajdonába a település, és 1854-es eladásáig náluk is maradt. Ekkor Széchenyi Ödön vásárolta meg Deák Ferenctől, majd adta tovább a Beronyi bankárcsaládnak, akiktől végül a Károlyiakhoz került.
1895-től 1974-ig erre haladt a Zalaszentgrót-Balatonszentgyörgy-vasútvonal. A vasút megérkeztével komoly polgárosodási folyamat indult meg Kehidán: több kereskedő és mesterember jelent meg a településen. 1924-ben a részben kiparcellázott Károlyi-birtokon egy mezőgazdasági iskola nyílt meg, amely a környék egyedüli kistelepülésen működő középiskolai létesítménye lett.
Az 1960-as évektől lassú elvándorlás jellemzi a két települést, amely a 70-es években gyorsult, mivel megszűnt a környéket kiszolgáló vasútvonal, illetve 1977-ben a mezőgazdasági szakiskola is.
A két település egyesülésére 1977-ben került sor. Kehidakustány számára komolyabb gazdasági fejlődést egy termálfürdő kiépítése hozta, melynek révén jelentős idegenforgalmi és vendéglátó hálózat épülhetett ki a 90-es és 2000-es évek során.

## Közélete

### Polgármesterei
- 1990–1994: Szaló Árpád (független)[5]
- 1994–1998: Szaló Árpád (független)[6]
- 1998–2002: Szaló Árpád (független)[7]
- 2002–2006: Lázár István (független)[8]
- 2006–2010: Lázár István (független)[9]
- 2010–2014: Lázár István (független)[10]
- 2014–2019: Lázár István (független)[11]
- 2019–2024: Lázár István (független)[12]
- 2024– : Kutnyák Márió Ferenc (független)[1]

## Népesség
A település népességének változása:
| Lakosok száma | 1218 | 1190 | 1187 | 1293 | 1162 | 1185 | 1207 |
|               | 2013 | 2014 | 2015 | 2021 | 2022 | 2023 | 2024 |

A 2011-es népszámlálás idején a nemzetiségi megoszlás a következő volt: magyar 96,5%, cigány 0,32%, német 2,05%. A lakosok 55,9%-a római katolikusnak, 2,6% reformátusnak, 0,59% evangélikusnak, 0,42% görögkatolikusnak, 6,9% felekezeten kívülinek vallotta magát (33,14% nem nyilatkozott).
2022-ben a lakosság 84,9%-a vallotta magát magyarnak, 4,7% németnek, 0,7% ukránnak, 0,2% cigánynak, 0,1-0,1% horvátnak, lengyelnek és szlováknak, 4,1% egyéb, nem hazai nemzetiségűnek (12,5% nem nyilatkozott; a kettős identitások miatt a végösszeg nagyobb lehet 100%-nál). Vallásuk szerint 43% volt római katolikus, 3,2% református, 0,5% evangélikus, 0,3% izraelita, 0,2% görög katolikus, 0,1% ortodox, 1,1% egyéb keresztény, 0,6% egyéb katolikus, 13,8% felekezeten kívüli (37,1% nem válaszolt).

## Nevezetességek

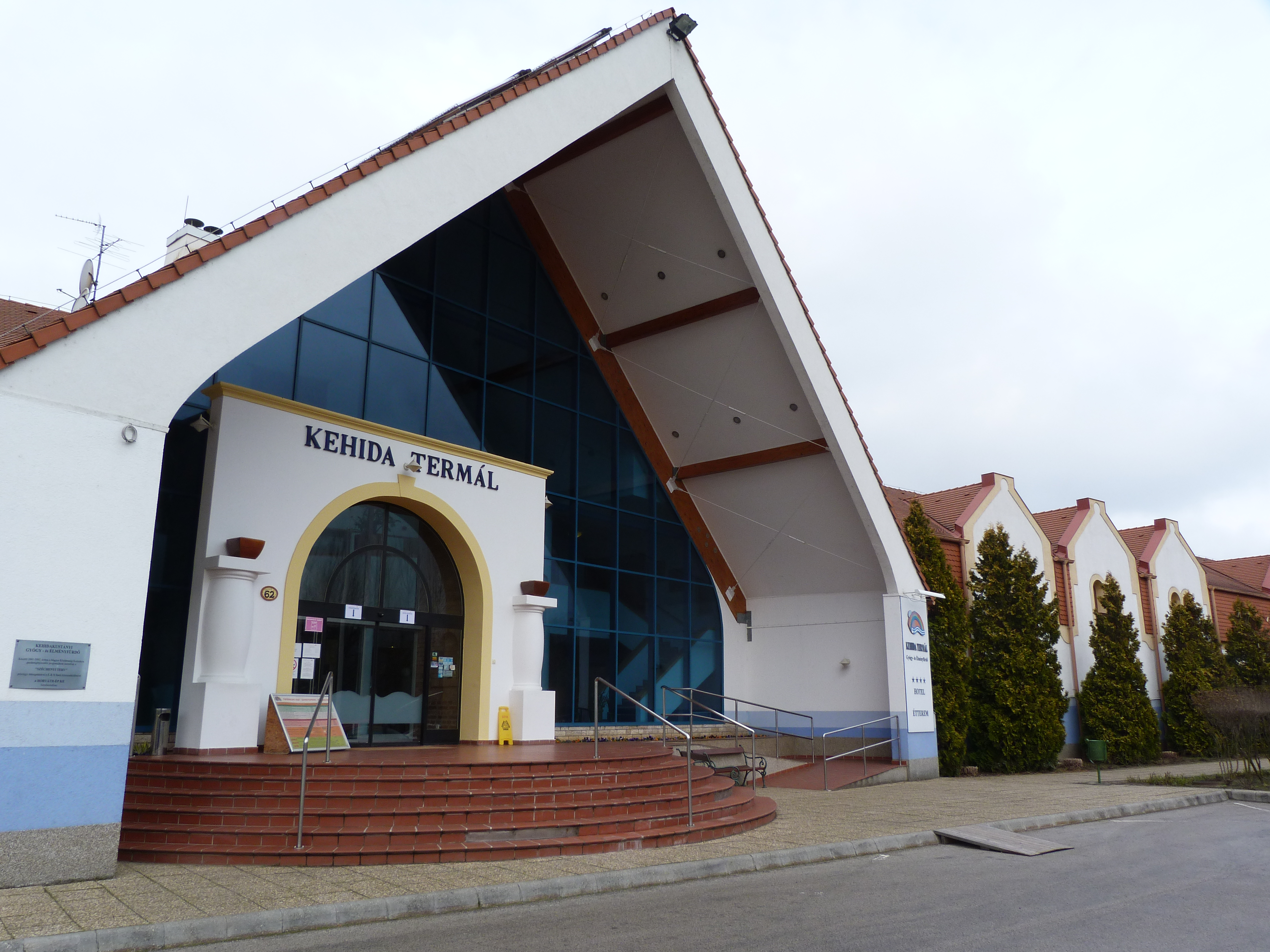
A fürdő bejárata

- Kehida Termál Gyógy- és Élményfürdő: Minősített kalcium-magnézium hidrogén-karbonátos vizét a kénes gyógyvizek csoportjába sorolták, radont nem tartalmaz. Mozgásszervi, nőgyógyászati megbetegedések, idegrendszeri bántalmak, bőrgyógyászati problémák ellen ajánlott.

Kehida műemlékei:
- A barokk stílusú Deák-kúria Kehidán áll a Kúria u. és a Dózsa Gy. u. sarkán (Kúria u. 6–8. – Dózsa György u. 6–8.). Helyrajzi száma: 88/2–5, műemlékvédelmi törzsszáma 6512. Az épületben múzeumot rendeztek be: "A haza bölcse, Zala büszkesége" című állandó kiállítást Deák Ferenc születésének 200. évfordulójára állították össze. Deák Ferenc mellszobrát (Zala György, 1928) az épület udvarán helyezték el.
- Szent Miklós-temetőkápolna (román stílusú). Helyrajzi száma: 045/2, műemlékvédelmi törzsszáma 6511.
- Gyümölcsoltó Boldogasszony temploma (barokk). Helyrajzi száma: 77/2, műemlékvédelmi törzsszáma 6510.

Kustány műemlékei:
- A 19. században ácsolt, 1987-ben helyreállított római katolikus fa harangláb a Hunyadi úton, egy járdaszigeten áll, és lécrácsos kerítés veszi körül. Helyrajzi száma: 612/2, műemlékvédelmi törzsszáma 6513. Hét, ferde támaszokkal merevített oszlopa gerendarácsra áll, fölöttük deszkával fedett sátortető, a tetején kettős kereszt. Egy harangja van.
- A gótikus templomrom a falu külterületén, a zalaparti erdőben áll. Helyrajzi száma: 0376/2, műemlékvédelmi törzsszáma 8894.

A Zala völgyében álló, keletelt, téglafalazatú templomot a 14. században emelték. Ma már csak nyugati homlokzatának egy része, valamint az északi és a déli fal egy-egy kis szakasza áll. A nyugati homlokzat egy része az oromfal magasságáig megmaradt; a csatlakozó É-i és D-i falszakasz jóval alacsonyabb. A nyugati homlokzat középtengelyében nyílt egykor a kapu, felette konzolpárról induló torony csonkja látható, két oldalán csúcsíves vakívsor töredékekkel. A nyugati falon barokk és középkori boltozat maradványai vehetők ki. A középkorban Alsókustány (avagy Egyházaskustány) plébániatemploma volt; papját megemlíti az 1333-ban kelt pápai tizedjegyzék. A török időkben erősen megrongált templomot a 18. században helyreállították, majd a 19. században pusztulásnak indult.

## Képgaléria

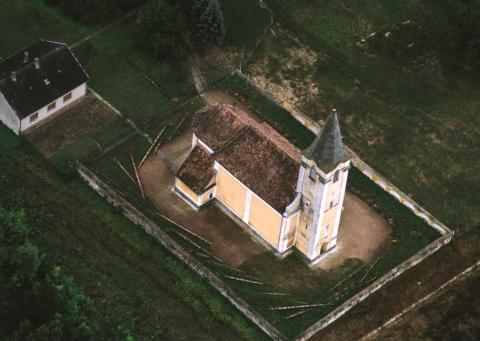
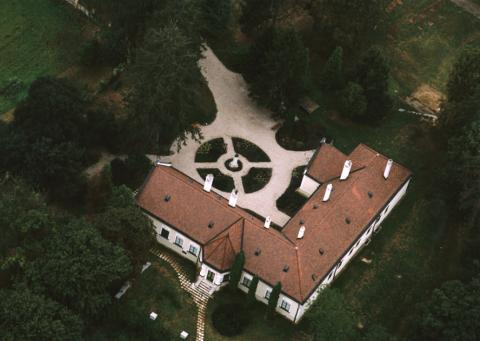
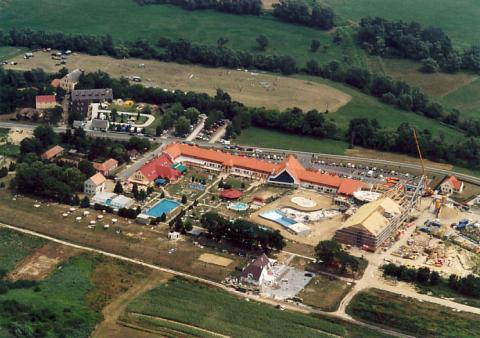